# 食肉鬣兽属
食肉鬣兽属（学名：Mlanyama）为硕鬣兽科的一个属。

## 下属物种
本属包括以下物种：
- 异齿食肉鬣兽 Mlanyama sugu Rasmussen & Gutierrez, 2009